# Excelsior JET
Excelsior JET war ein proprietärer Java-to-Nativecode-Compiler (Ahead-of-time-Compiler). Es war also ein Compiler, der nicht Bytecode erzeugt, wie für Java üblich, sondern Objektcode für einen bestimmten Prozessor.
Der Compiler kann ausführbare Programme für die Betriebssysteme Windows, OS X und auf dem Linux-Kernel basierende Betriebssysteme erzeugen. Ebenso kann er dynamisch ladbare Bibliotheken generieren, also DLLs für Windows und shared libraries für Linux.
Excelsior JET 10.0 unterstützt alle Pakete der Java SE 7 inklusive AWT, Swing, JNI und Invocation-API.
Eine freie Alternative ist der GNU Compiler for Java, der ebenfalls nativen Code erzeugen kann.

## Einstellung
Am 15. Mai 2019 kündigte Excelsior die Einstellung von Excelsior JET in einer E-Mail an ihre Kunden und am nächsten Tag auch auf ihrer Webseite an. Die Einstellung des Supports und Entlassung des ganzen Engineering-Teams wurde innerhalb von nur etwa 2 Wochen angekündigt (für Anfang Juni) und die Einstellung der Webseite für Downloads für Mitte Juni (innerhalb von nur etwa 4 Wochen).
Es wurde kein Grund für die Einstellung des Projekts angegeben.